# Подслєме
Подслєме (хорв. Podsljeme) — міська самоврядна одиниця столиці Хорватії Загреба. Міський район (хорв. gradska četvrt) Подслєме засновано 14 грудня 1999 згідно зі Статутом міста Загреба відповідно до самоорганізації міста Загреба.
Нинішню назву запроваджено рішенням міської скупщини у жовтні 2005 року. Назва означає «під Слєме», де Слєме — назва вершини гори Медведниці, на схилах якої і розмістився район, охоплюючи поселення у крайній північній частині міста, на південь від Хорватського Загір'я. Його мешканці здебільшого належать до середнього класу або його верхівки, тому район відзначається високою вартістю квадратного метра житла — близько 3500 євро/м². Приблизно 90% площі міського району Подслєме знаходиться на території природного парку Медведниця. У цій порослій густим листяним лісом місцевості переважають дорогі будинки представників верхівки середнього класу, тут проживає багато міських промислових магнатів, можновладців, політичних діячів і різних знаменитостей.  
На сході район межує з Верхньою Дубравою, на заході — із Чрномерцем, на півночі — з громадою Бистра та Крапинсько-Загорським округом (межа проходить самим хребтом Медведниці), а на півдні — з Верхнім містом — Медвешчаком і Максимиром.

## Список мікрорайонів Подслєме
- Близнець
- Видовець
- Грачани
- Маркушевець
- Млинові
- Шестине